# 宗祐池東古墳
宗祐池東古墳（むねすけいけひがしこふん）または宗祐池東4号墳（むねすけいけひがしよんごうふん、宗祐池東第4号古墳）は、広島県三次市南畑敷町（みなみはたじきまち）にあった古墳。形状は円墳。宗祐池東古墳群を構成した古墳の1つ。現在では墳丘は失われている。

## 概要
広島県北部、三次盆地中央部の馬洗川南岸において、宗祐池から北流する宗祐川の東岸丘陵上の、馬洗川を眺望する斜面地（墳頂部標高193.8メートル）に築造された古墳である。丘陵上には古墳28基が分布しており、宗祐池東古墳群を形成する。2024年度（令和6年度）に発掘調査が実施されている。
墳丘は円形で、直径約15メートルを測る。墳丘外表では葺石・埴輪は認められていない。墳丘上層では銅鏡片・土師器高坏片が出土している。また墳丘周囲には周溝が巡らされており、幅2.0-3.2メートル・深さ0.1-0.7メートルを測り、周溝内からは土師器片が出土している。埋葬施設は、墳頂下における竪穴式石槨1基・箱式石棺5基の計6基。竪穴式石槨の内面はベンガラで赤彩されており、石棺のうち1基は2段積みの石室状石棺として注目される。竪穴式石槨内からは人骨片のみが出土しており、石棺内からは人骨や副葬品は出土していない。
築造時期は、古墳時代前期前半頃と推定される。三次盆地では、約4,000基もの古墳がありながら前期前半の古墳が明らかでなく、その可能性のある古墳として岩脇古墳（三次市粟屋町）・大仙大平山21号墳（三次市向江田町）が知られていたが、いずれも築造時期が明らかでなかったため、初めてその頃の築造時期を示唆する遺物とともに内容が明らかとなった点で注目される。加えて、弥生時代の矢谷墳丘墓（矢谷古墳、三次市東酒屋町）を代表例とする四隅突出型の方形墳丘から代わって円形墳丘を新たに採用している一方で、複数埋葬施設という矢谷墳丘墓と共通する弥生時代以来の集団墓的様相は継続することから、弥生時代から古墳時代への過渡的な様相を示すとして重要視される古墳になる。

## 遺跡歴
- 2024年度（令和6年度）、市道建設工事に伴う記録保存調査（株式会社島田組）[1][4][3][5]。

## 埋葬施設

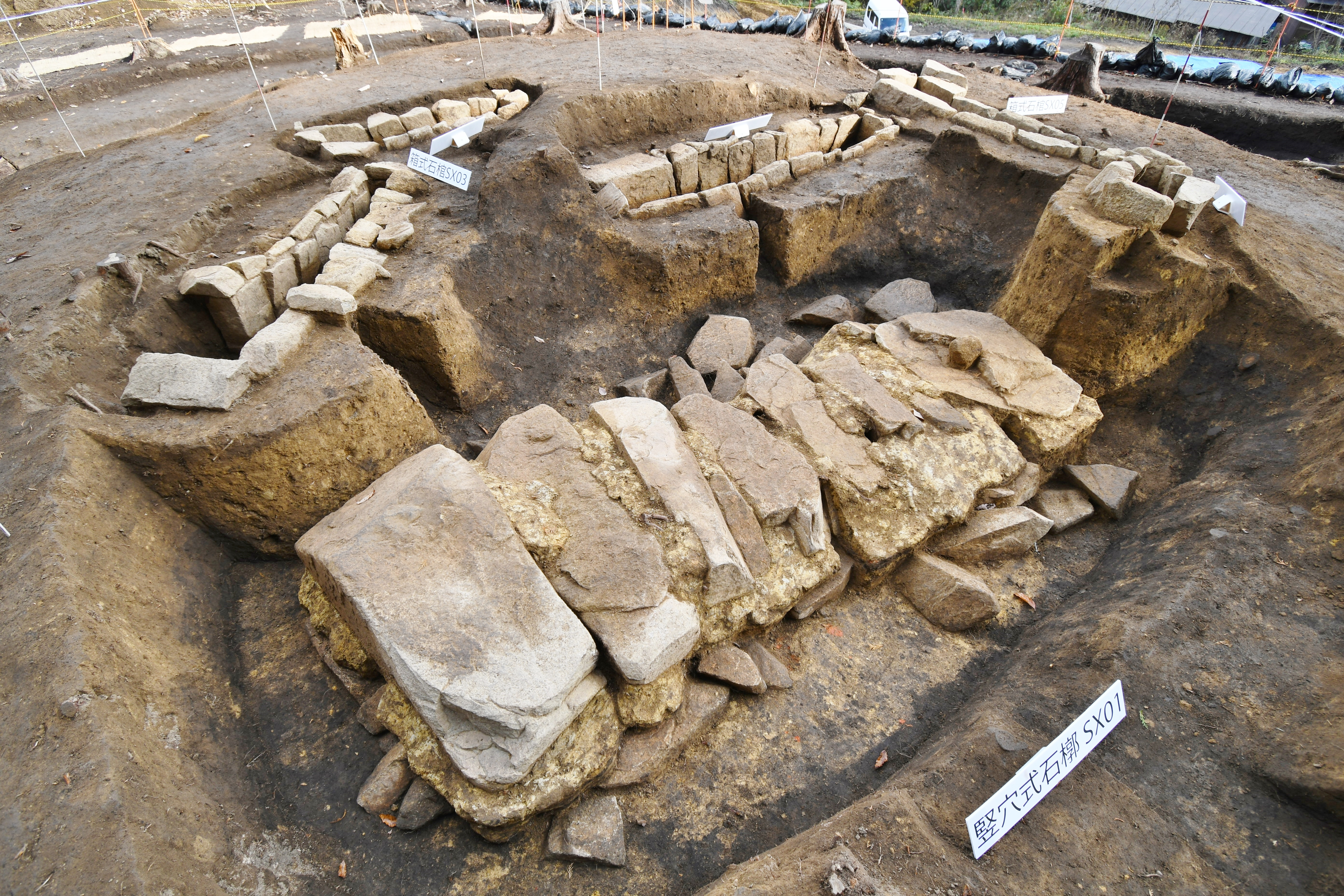
埋葬施設群手前に竪穴式石槨、奥に箱式石棺群。2024年12月調査時（現地説明会時に撮影、他画像も同様）。

埋葬施設としては、墳丘内に竪穴式石槨1基・箱式石棺5基の計6基が構築されている。埋葬施設の詳細は次の通り。
竪穴式石槨（SX01）
中心埋葬施設。主軸は北西-南東方向。墓壙の規模は、長さ約4.2メートル・幅約2.8メートルで、墓壙上では墓標石列が確認されている。
石槨の規模は、内法長2.65メートル・最大幅0.76メートル・深さ0.45メートル。石槨の内面はベンガラで赤彩されている。人骨片出土。
箱式石棺（SX02）
主軸は竪穴式石槨と平行方向。内法長1.10メートル・最大幅0.34メートル。
箱式石棺（SX03）
主軸は竪穴式石槨と斜交方向。内法長1.65メートル・最大幅0.38メートル。2段積みの石室状石棺で、頭部は盗掘に遭っている。土師器片1点出土。
箱式石棺（SX04）
主軸は竪穴式石槨と平行方向。内法長1.79メートル・最大幅0.50メートル。土師器片1点出土。
箱式石棺（SX05）
主軸は竪穴式石槨と直交方向。内法長1.49メートル・最大幅0.39メートル。
箱式石棺（SX06）
主軸は竪穴式石槨と斜交方向。内法長0.60メートル・最大幅0.24メートル。

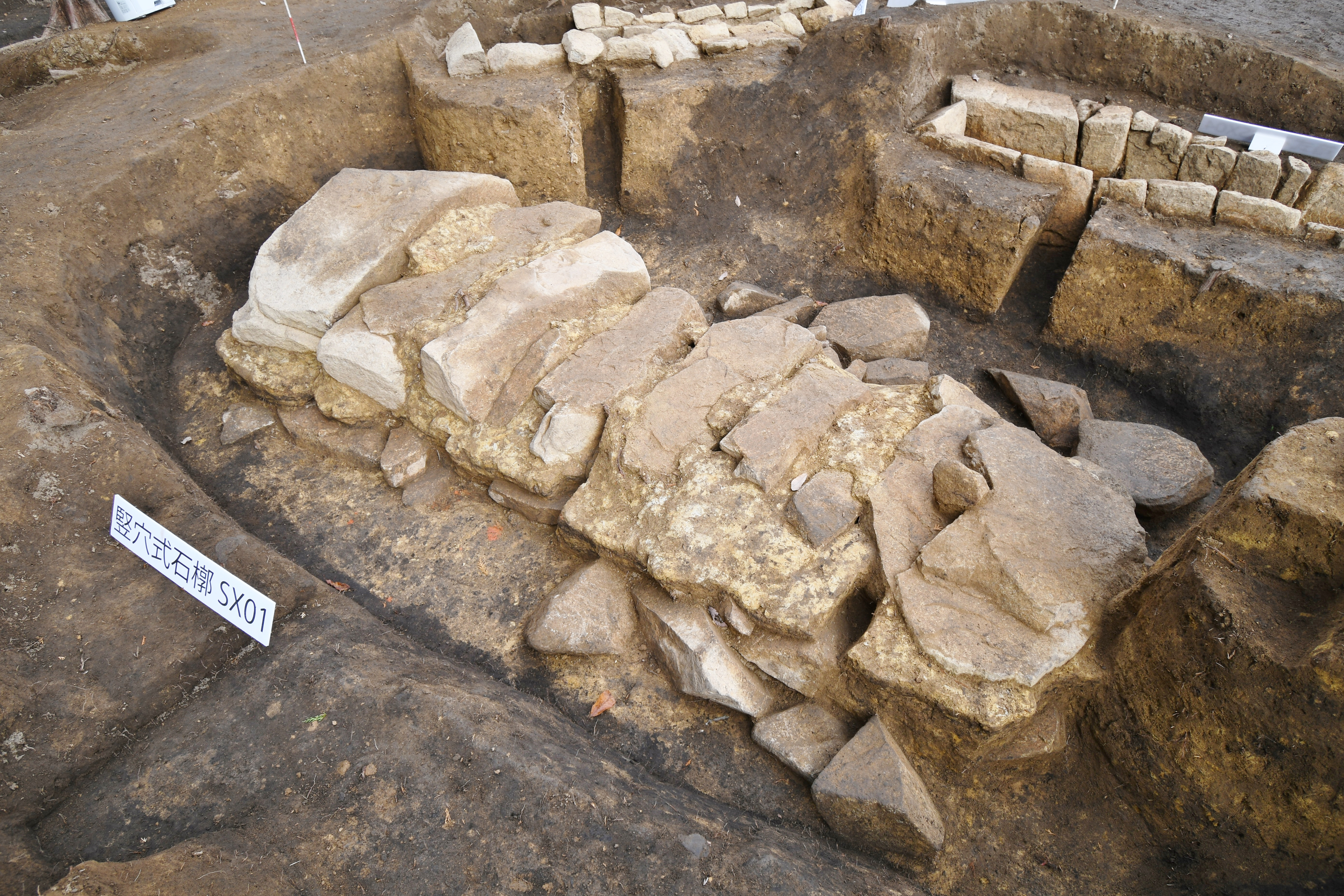
竪穴式石槨SX01 蓋石未開封時。隙間に粘土が詰められる。
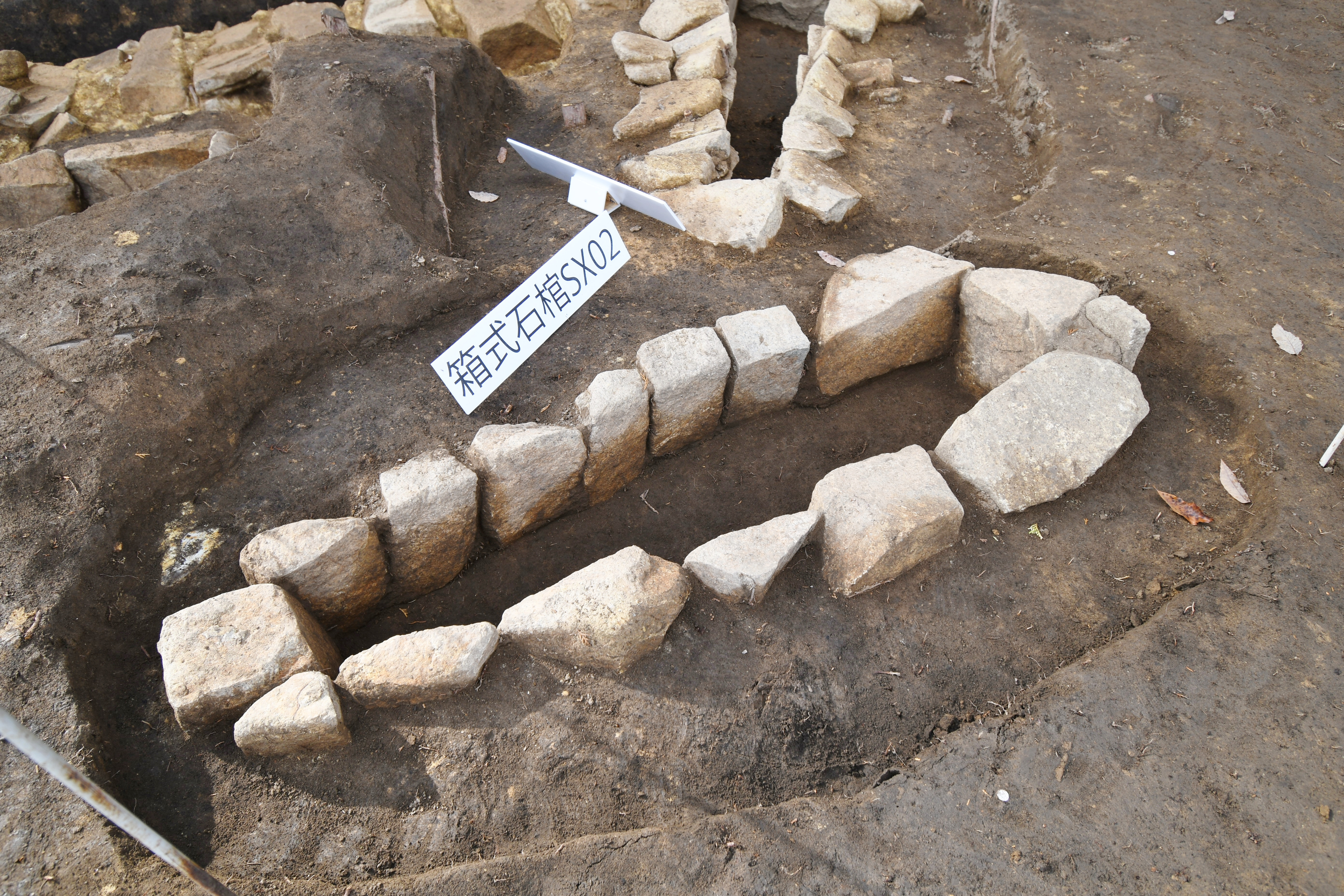
箱式石棺SX02
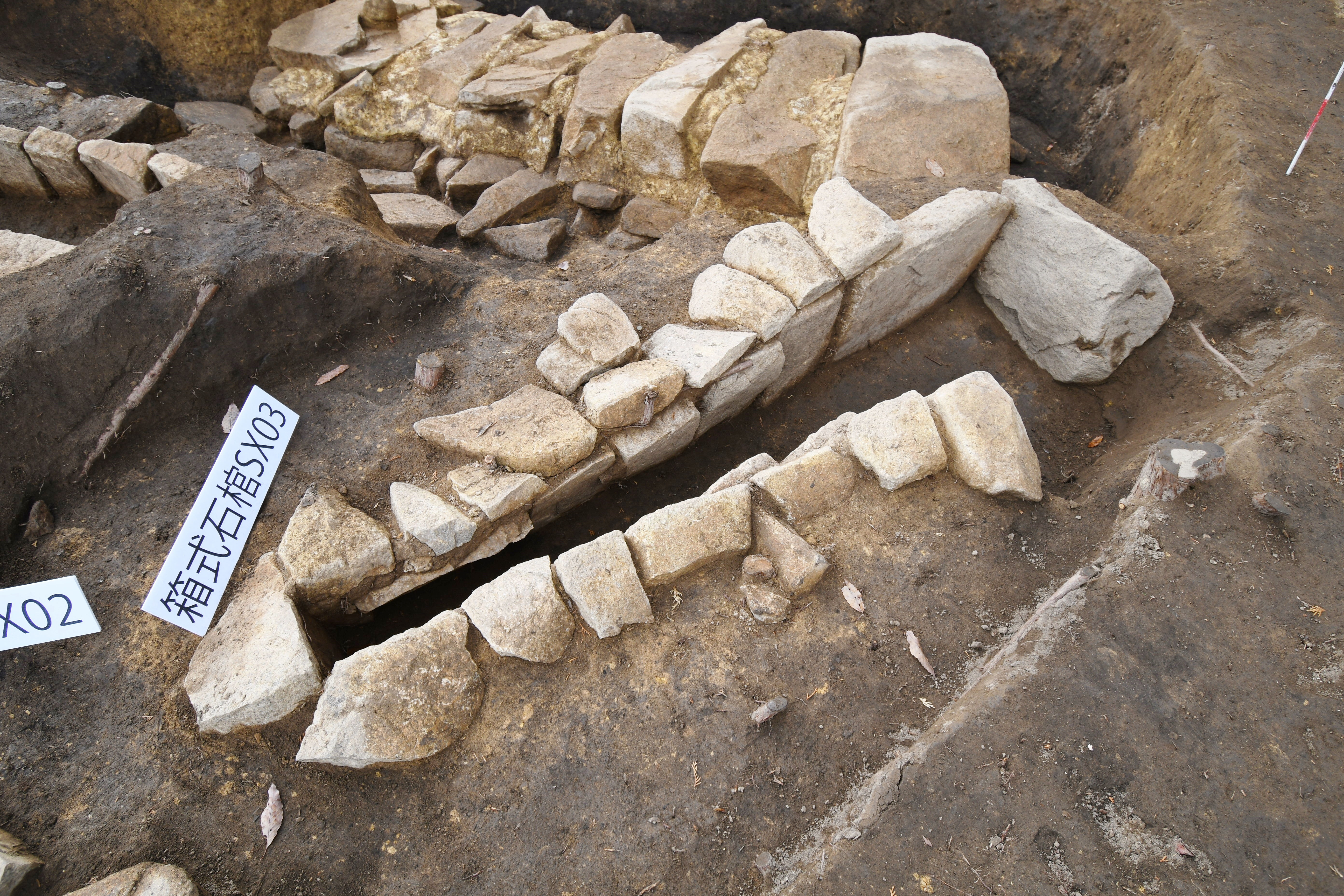
箱式石棺SX03 2段積みの石室状石棺。
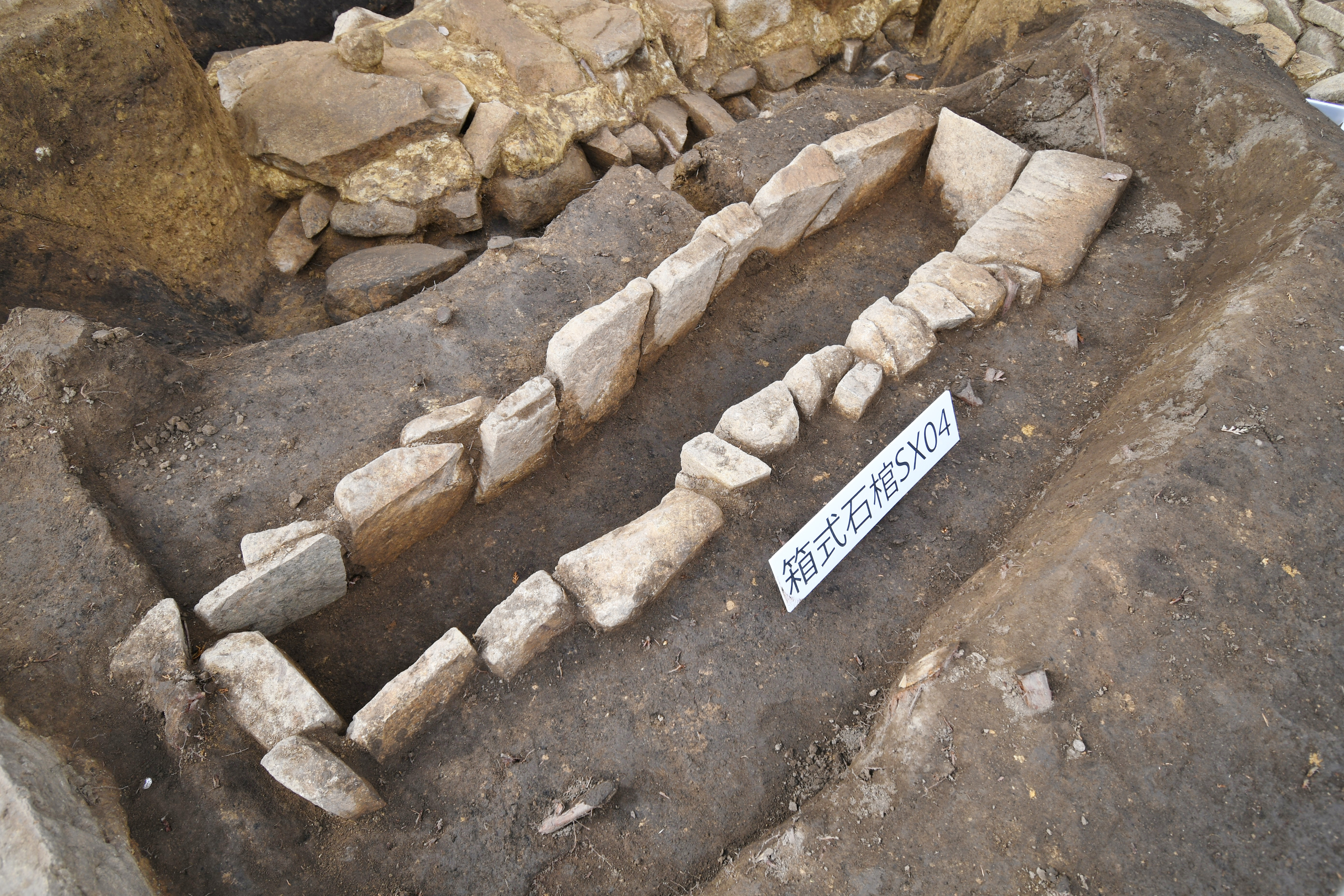
箱式石棺SX04
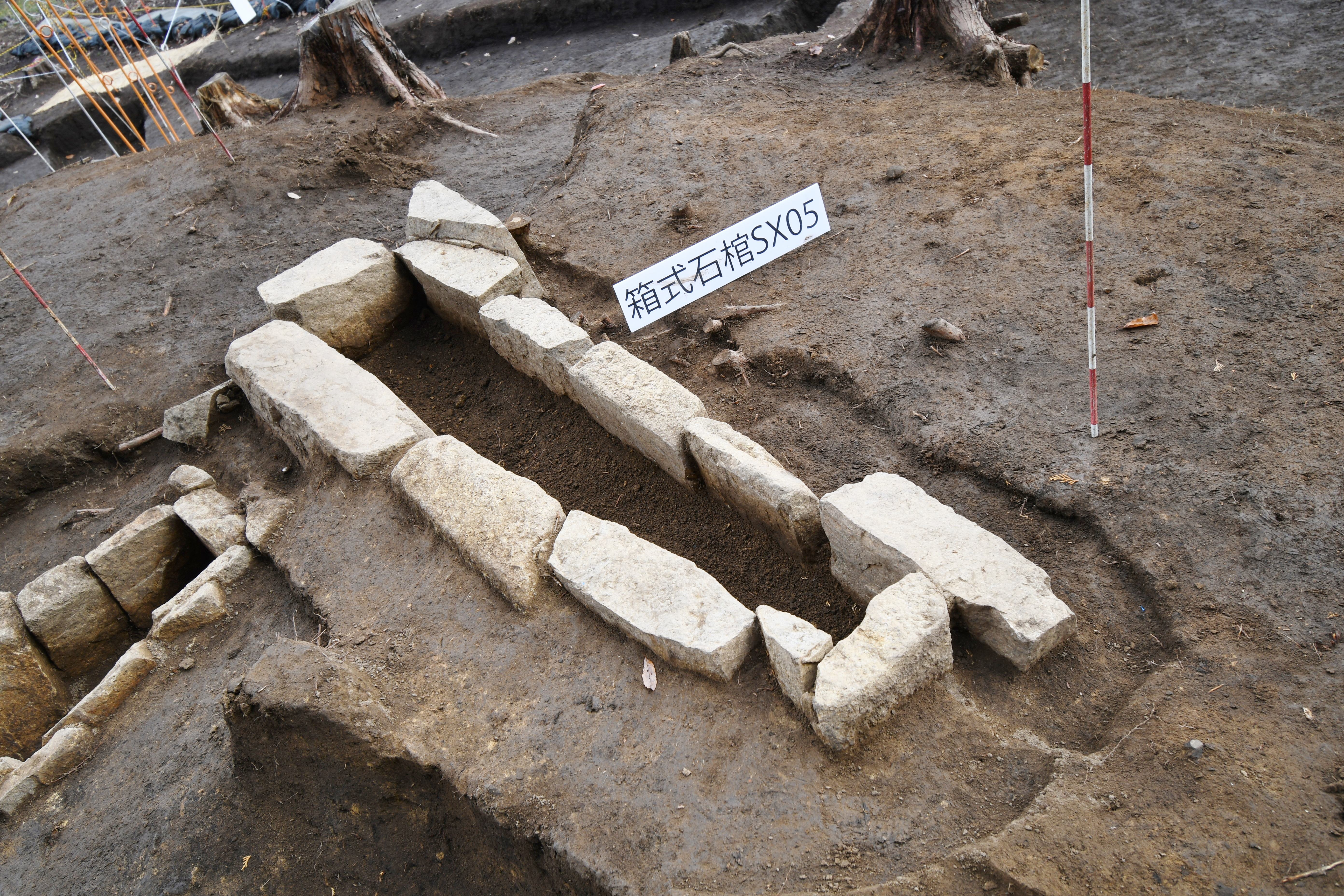
箱式石棺SX05
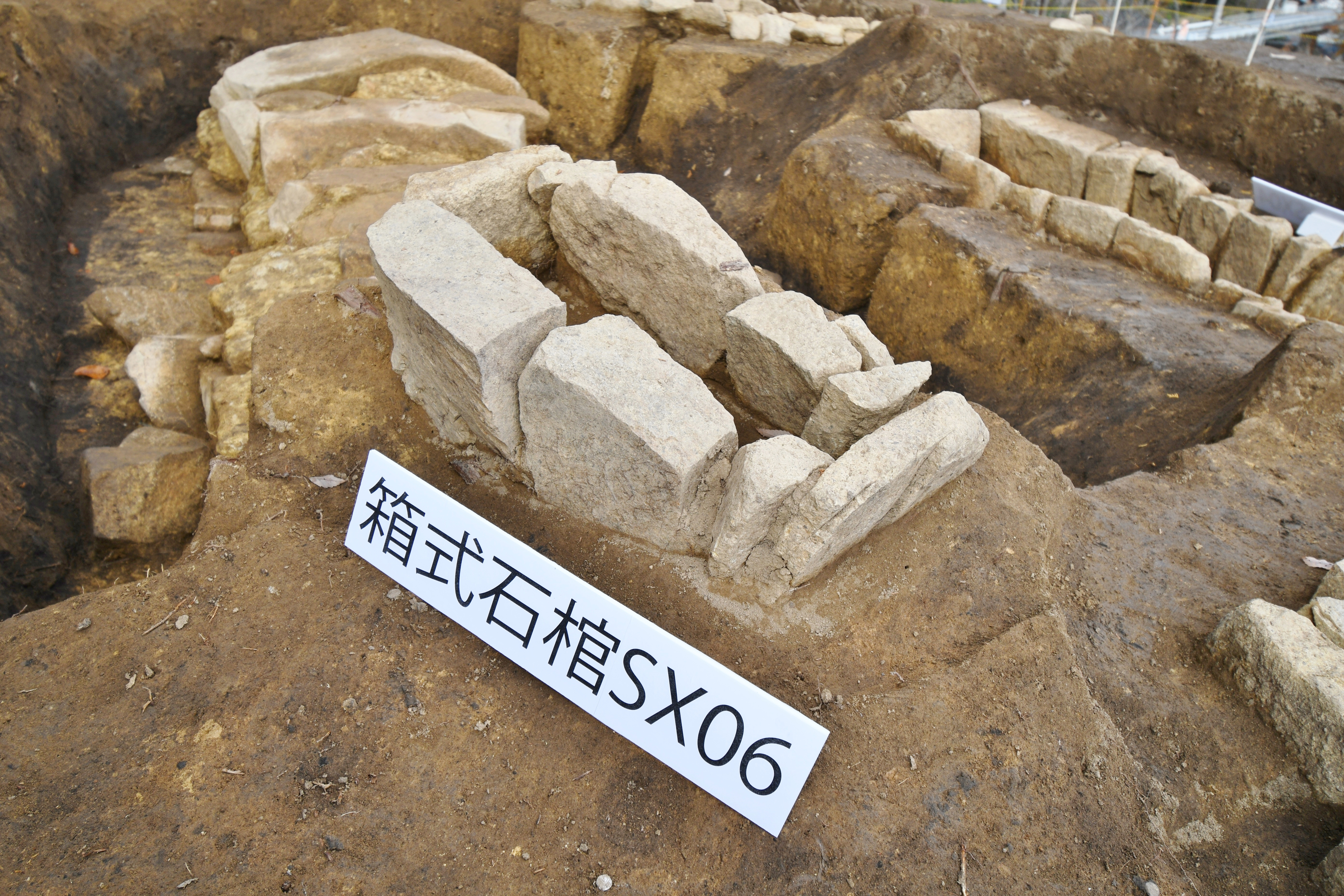
箱式石棺SX06 小型石棺。
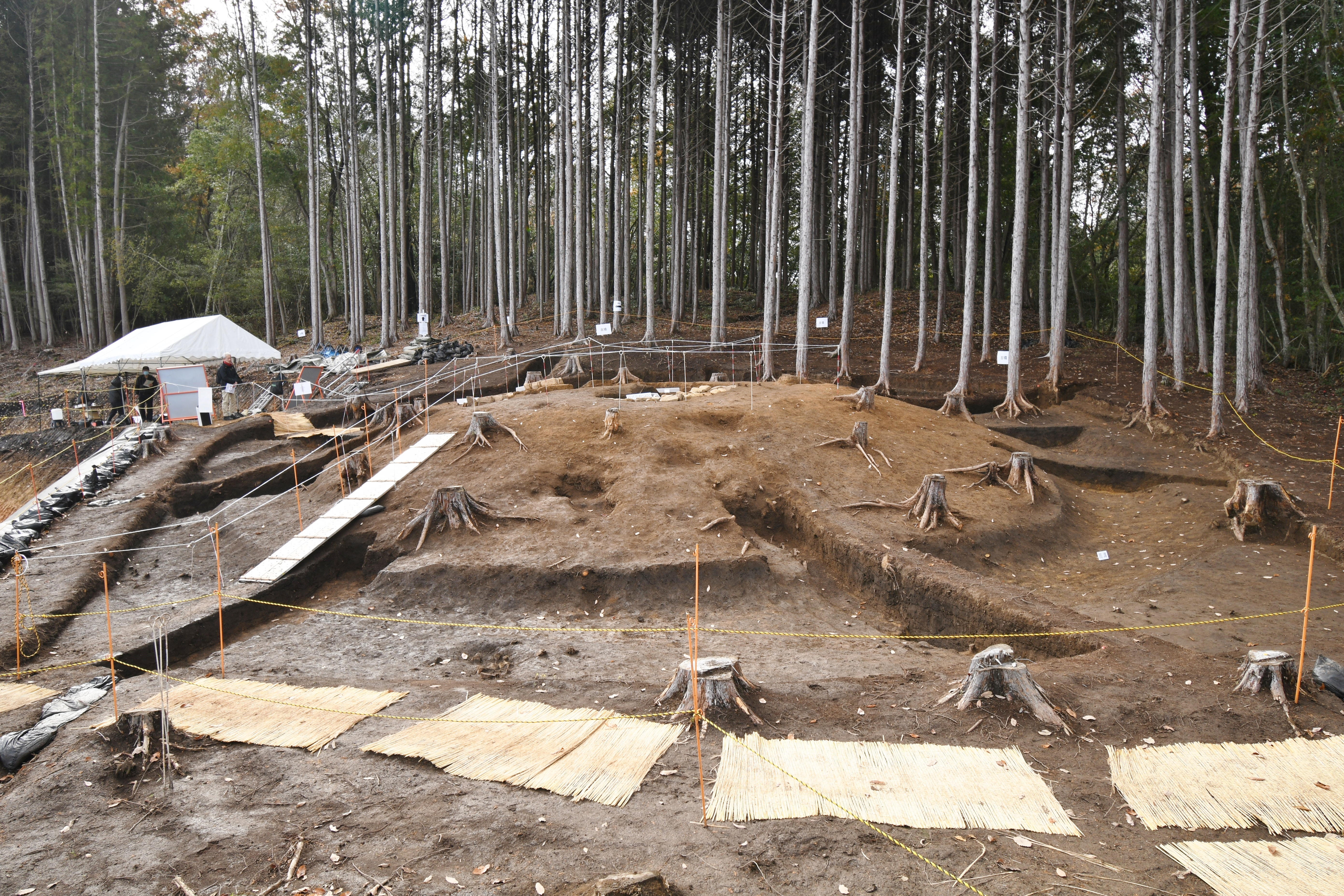
墳丘遠景

## 出土品
- 銅鏡片 - 墳丘上の表土直下出土。縁部・鈕は欠失。残存長5.2センチメートル、残存分の復元面径6.7センチメートル。重圏文鏡・八弧内行花文鏡の両方の特徴を示す[1]。
- 土師器 高坏 - 墳頂部の表土中出土。椀形高坏の脚部と推測される。外面は赤彩[1]。
- 土師器 二重口縁壺または甕 - 周溝出土。一部に赤彩[1]。